# Sober (canção de Kelly Clarkson)
"Sober" é uma canção gravada pela cantora estadunidense Kelly Clarkson para seu terceiro álbum de estúdio My December. A música torno-se o segundo single do álbum em 10 de julho de 2007 pelos selos fonográficos da RCA Records, Sony Music e 19 Recordings.
Após o seu lançamento, a canção foi recebida com críticas positivas dos críticos musicais, que a consideraram ser o destaque musical de My December. A performance vocal de Kelly Clarkson, e a produção da canção recebeu um elogio especial. Comercialmente, "Sober" não conseguiu fazer um impacto, chegando ao número 93 na Billboard Pop 100, baseado em airplay no top 40 das principais estações de rádio e downloads digitais, e no número 10 na Bubbling Under Hot 100 Singles.  A canção não possui um videoclipe gravado para a música, no entanto, foi promovida através de várias apresentações ao vivo, incluindo pelo Live Earth e The Tonight Show.

## Composição
A cantora escreveu a canção após sua amiga Calamity McEntire dar a linha de "Pegar suas ervas daninhas e manter as flores".Também disse que o conteúdo lírico é uma questão de sobrevivência e saber o que fazer quando algo dá errado. "Não é fácil ficar sobre qualquer que seja o seu vício pode ser", diz ela. O objetivo dessa canção é "A tentação é lá, mas eu não vou ceder a isso." Quando questionada se as letras foram a respeito de um problema com a bebida, Kelly respondeu: "Eu não sou uma alcoólatra, o que não é o que se trata, é apenas uma metáfora. Todo mundo tem algo que eles são viciados em que eles podem fazer sem em sua vida, assim que poderia ser sobre qualquer coisa que é seu vício".
A canção é composta por um rock alternativo que usa a dependência como uma metáfora para um relacionamento e gira em torno da linha "Três meses e eu estou sóbria". A canção é composta na chave musical de Ré maior e fica em compasso de tempo comum, com um moderadamente lento ritmo de 120 batidas por minuto. Começando suavemente, movido por um violão que lembra a canção "With or Without You" da banda irlandesa U2. A canção tem cerca de quatro minutos para atingir o seu clímax de camadas vocais desesperados uns sobre os outros. Kelly Clarkson considera "Sober" como sua canção favorita do disco My December, e comentou: "A música é quase hipnótica. Você só se perde nela, ela é tão bonita."

## Lançamento
Seis semanas depois de "Never Again" ter sido enviada para as rádios, a Fox News informou que a RCA Records estava tirando a canção das rádios, pois não estava se posicionando bem.  O portal de música Billboard revelou em 26 de junho de 2007, que "Sober" seria lançado como o segundo single do My December, e comentou que a música, em comparação com "Never Again", foi uma boa aposta para impulsionar Kelly Clarkson de volta as rádios. Foi oficialmente enviado para a Contemporary Hit Radio em 10 de julho de 2007, por meio de uma promoção de CD Single, incluindo uma faixa da canção editada para transmissão em rádios.

## Recepção pela crítica
"Sober" recebeu críticas favoráveis de críticos de música, com muitos considerando-a como um dos pontos altos do álbum My December. O editor Chris Willman da revista Entertainment Weekly considerou tanto "Never Again" como "Sober" sendo "temperamentais" e "singles para tempos quentes". Em sua revisão de My December, Josh Love da Stylus Magazine escreveu que enquanto " 'Hole' tem uma trilha gótica, [...] com direito a seus saltos, 'Sober' lança-se com uma moderação tranquila. A repórter Sarah Rodman do jornal americano The Boston Globe relatou: "pensei em 'Sober' como a 'peça central' do álbum [My December], elogiando-a como "o conjunto de segundo melhor desempenho vocal". Sam Lansky de PopCrush considerou "Sober" como segunda melhor canção de Kelly Clarkson, comentando que, apesar de ter tido um desempenho gráfico "sombrio", a música ainda é "uma das faixas mais queridas pelos fãs de Kelly Clarkson" e continuou o louvor a "performance eletrizante vocal, letras tocantes e a produção do assombroso fundo tão incrível, que recua para a voz [da cantora] poder brilhar."
Sal Cinquemani da Slant Magazine disse que "Sober" é uma "mais lenta balada", enquanto Bill Lamb do portal About.com considerou um dos melhores faixas de My December. Dois comentários por diferentes membros da equipe de Sputnikmusic elogiaram a canção. Na primeira avaliação, Dave de Sylvia disse que a música não era amiga das rádios, mas acrescentou que "está muito bem arranjada, tendo em cordas insufláveis como sintetizados e uma excelente performance vocal." Na segunda avaliação, Channing Freeman escreveu que "Sober" é "uma das poucas faixas no álbum My December, onde Kelly Clarkson fica afastada com sua restrição vocal, principalmente porque no final ela se solta e dá uma das melhores performances de sua carreira, tornando dois ou mais minutos de espera valer a pena." Chuck Taylor da Billboard elogiou "Sober" como um single que seria "re-intoxicante de Kelly Clarkson, que mereciam posição como um ato de grampo".

## Paradas
| Top (2007)              | Melhor Posição |
| ----------------------- | -------------- |
| EUA - Billboard Hot 100 | 110            |
| EUA Billboard Pop 100   | 93             |